# Guindulman
Guindulman est une municipalité des Philippines située dans le sud-est de la province de Bohol. Elle est divisée en 19 barangays.

## Histoire
La ville de Guindelman existait peut-être déjà avant le soulèvement de Tamblot (en) contre le catholicisme, survenu en 1621-1622. Elle a été rasée durant la guerre américano-philippine (1899-1902), puis à nouveau par les Japonais en 1944, au cours de la campagne des Philippines.

## Galerie

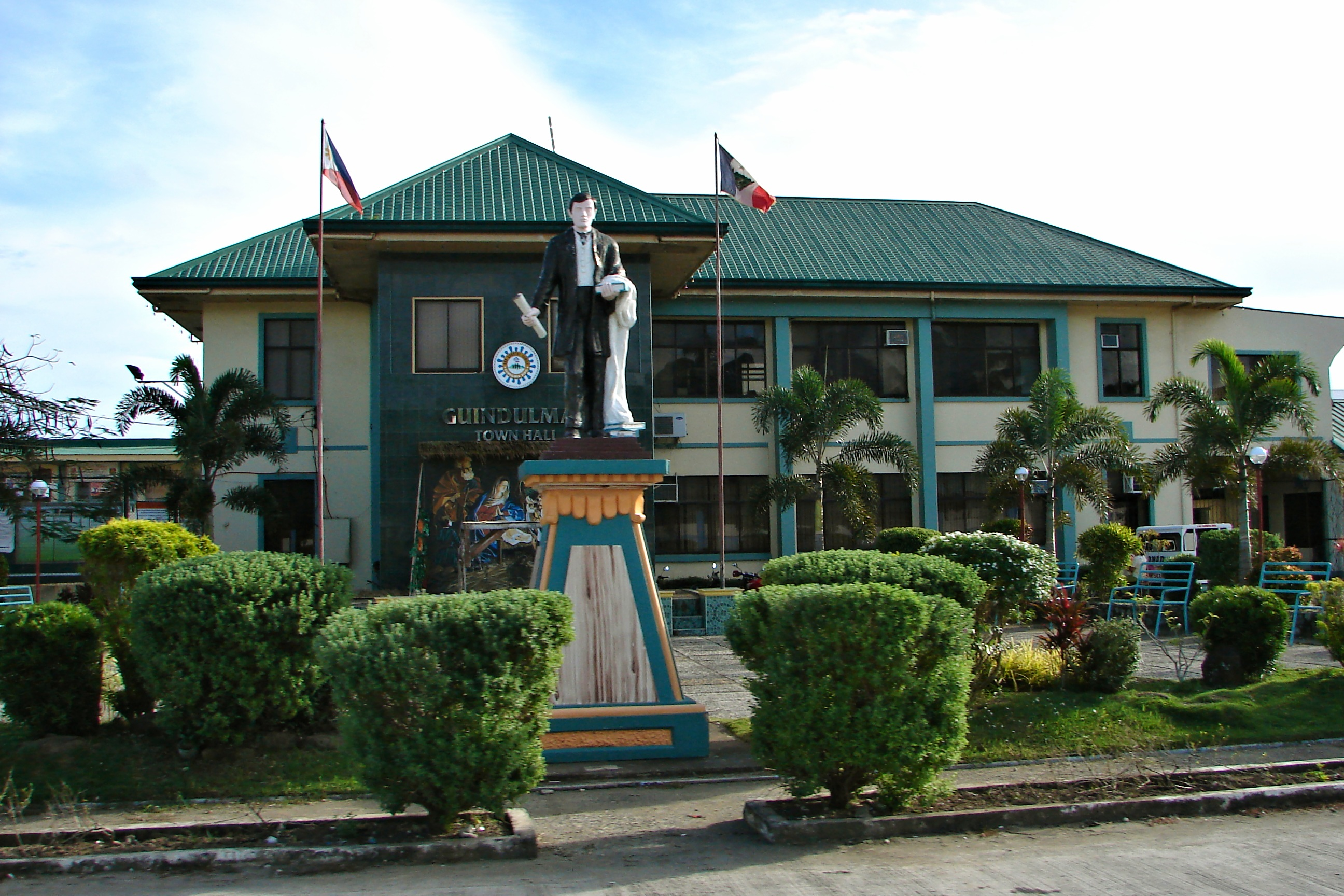
L'hôtel de ville.
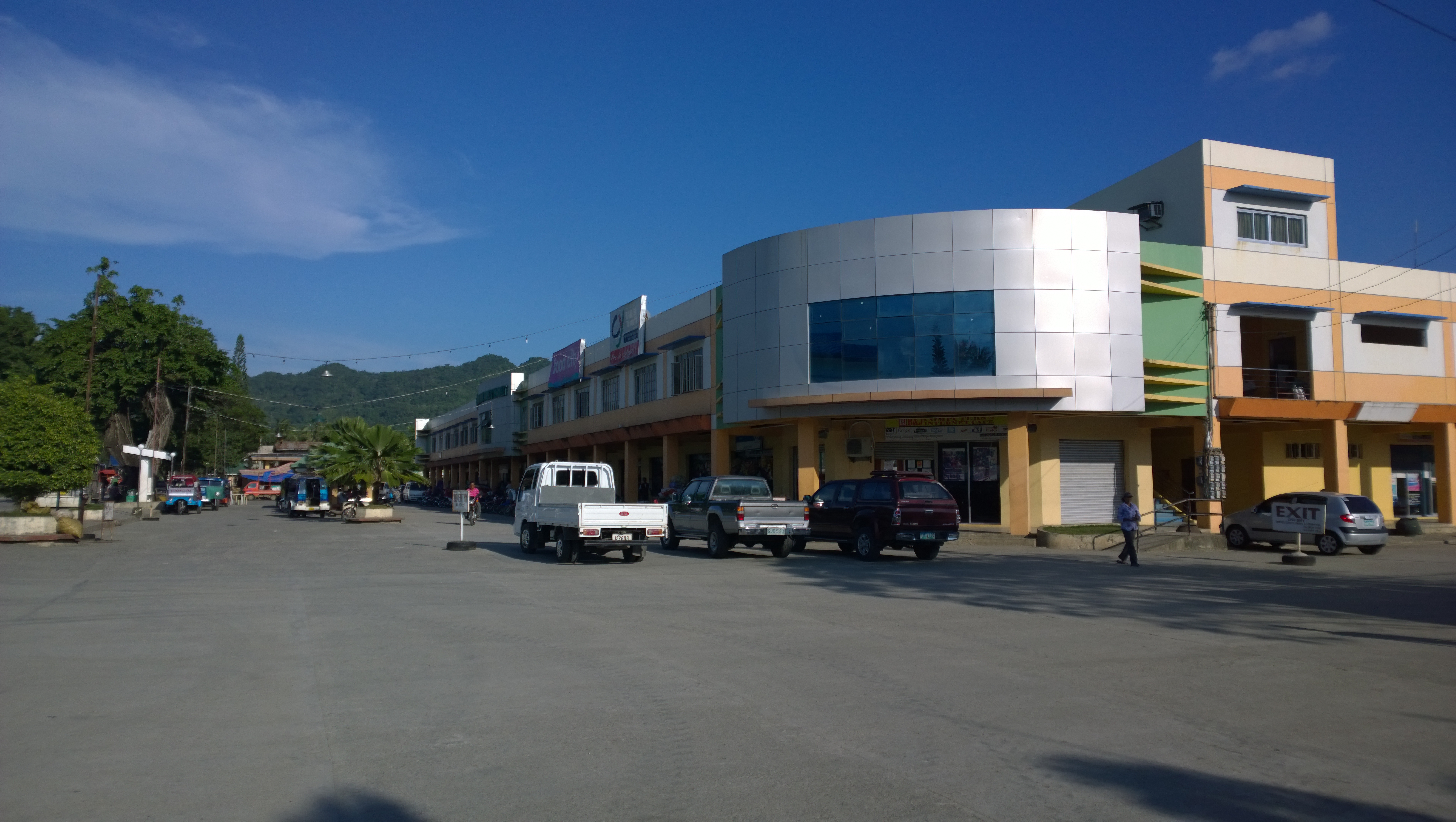
Bâtiments de Guindulman.
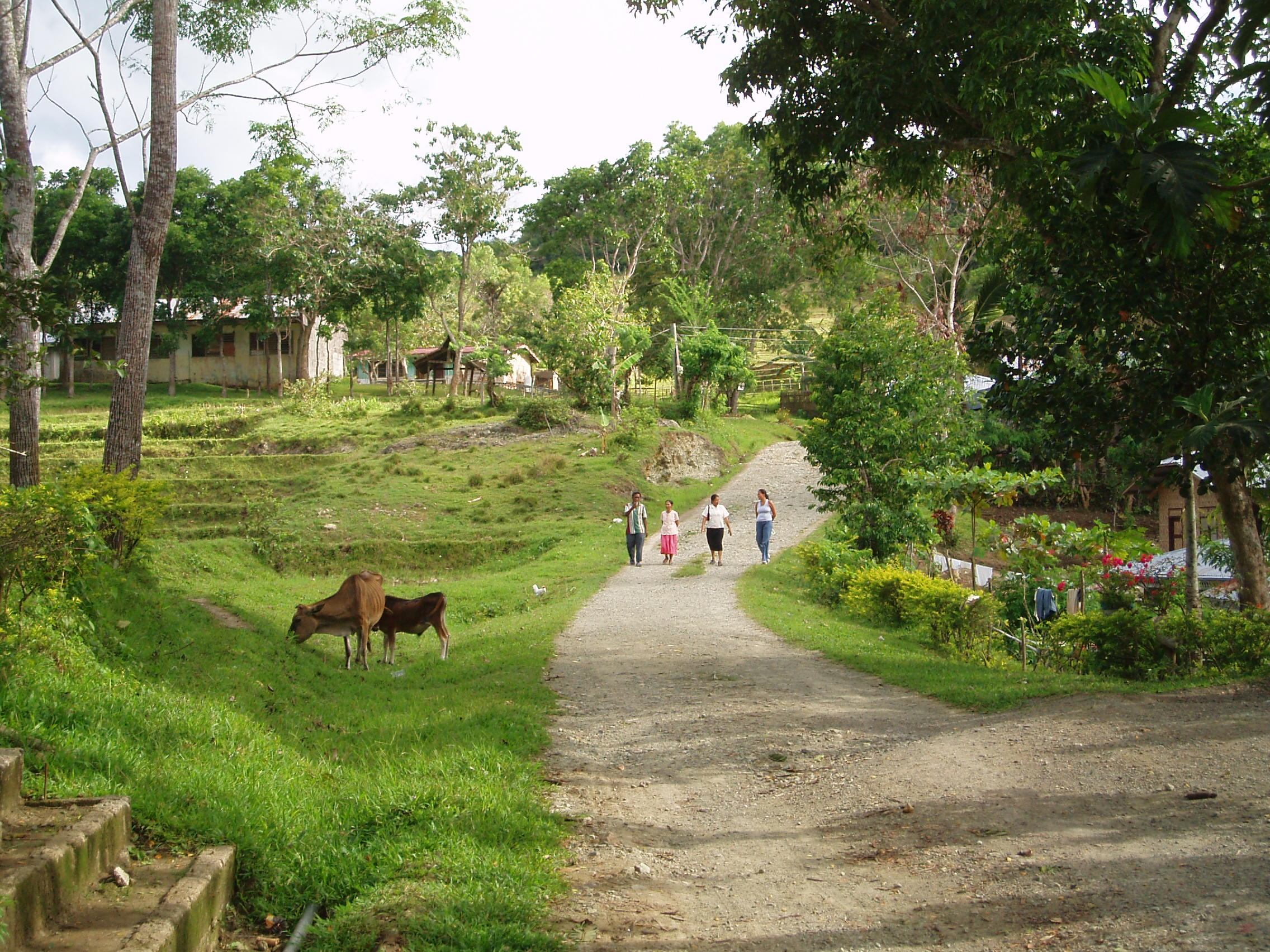
Barangay de Biabas.
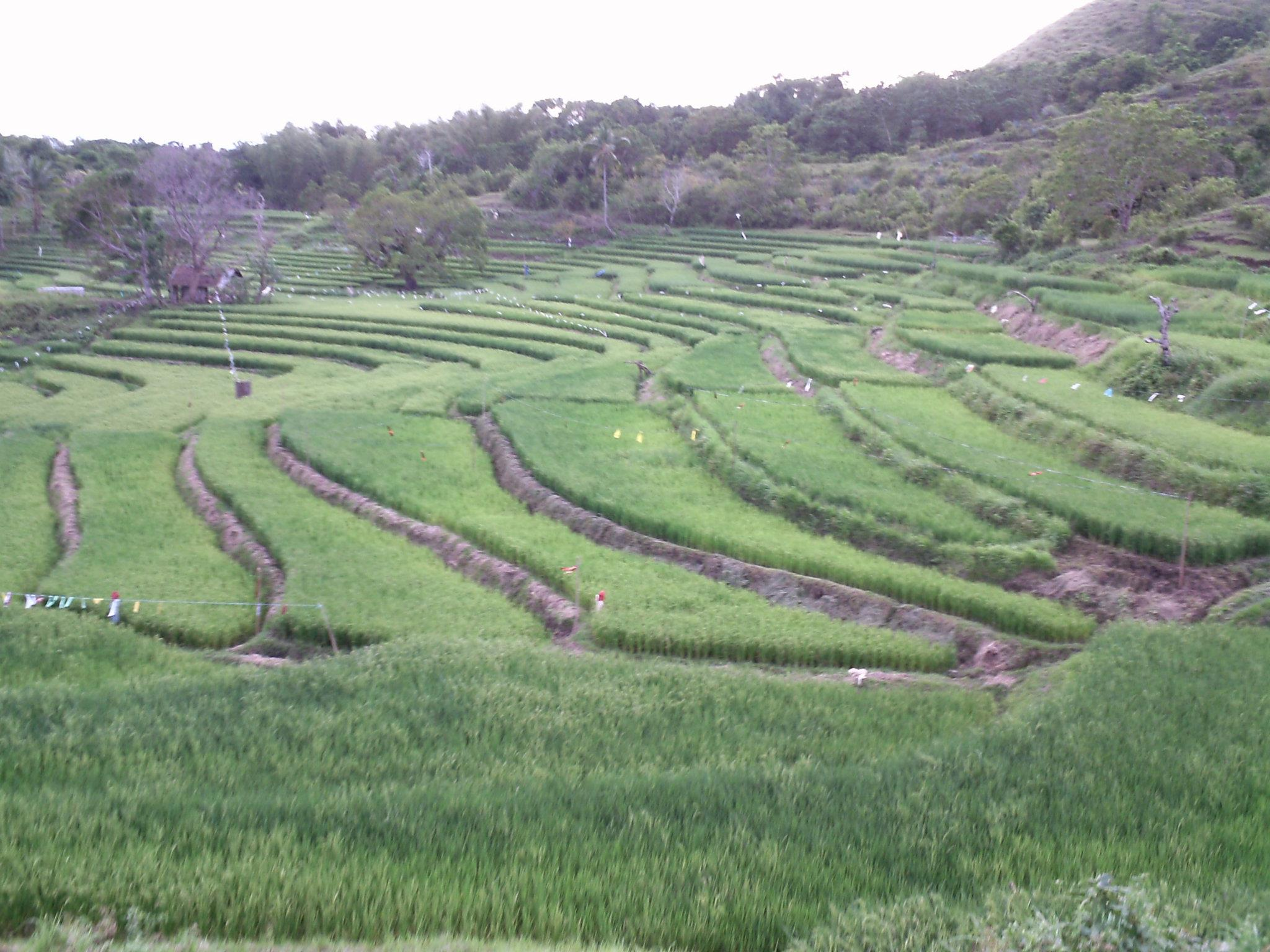
Rizières en terrasse dans le barangay de Guinacot.